# Steinfurter Bagno

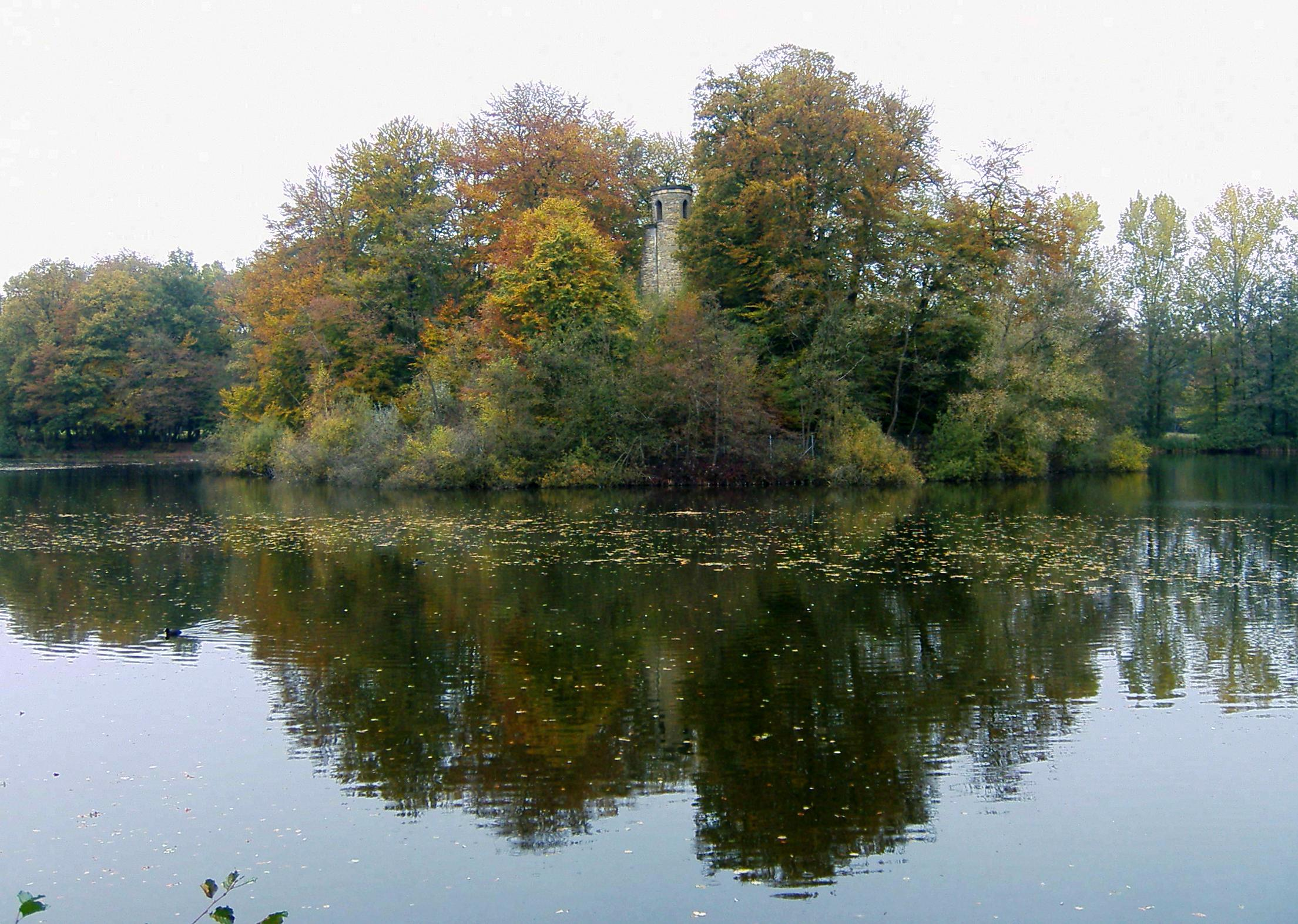
Insel mit Ruine, eine der fünf Inseln im Steinfurter Bagnosee

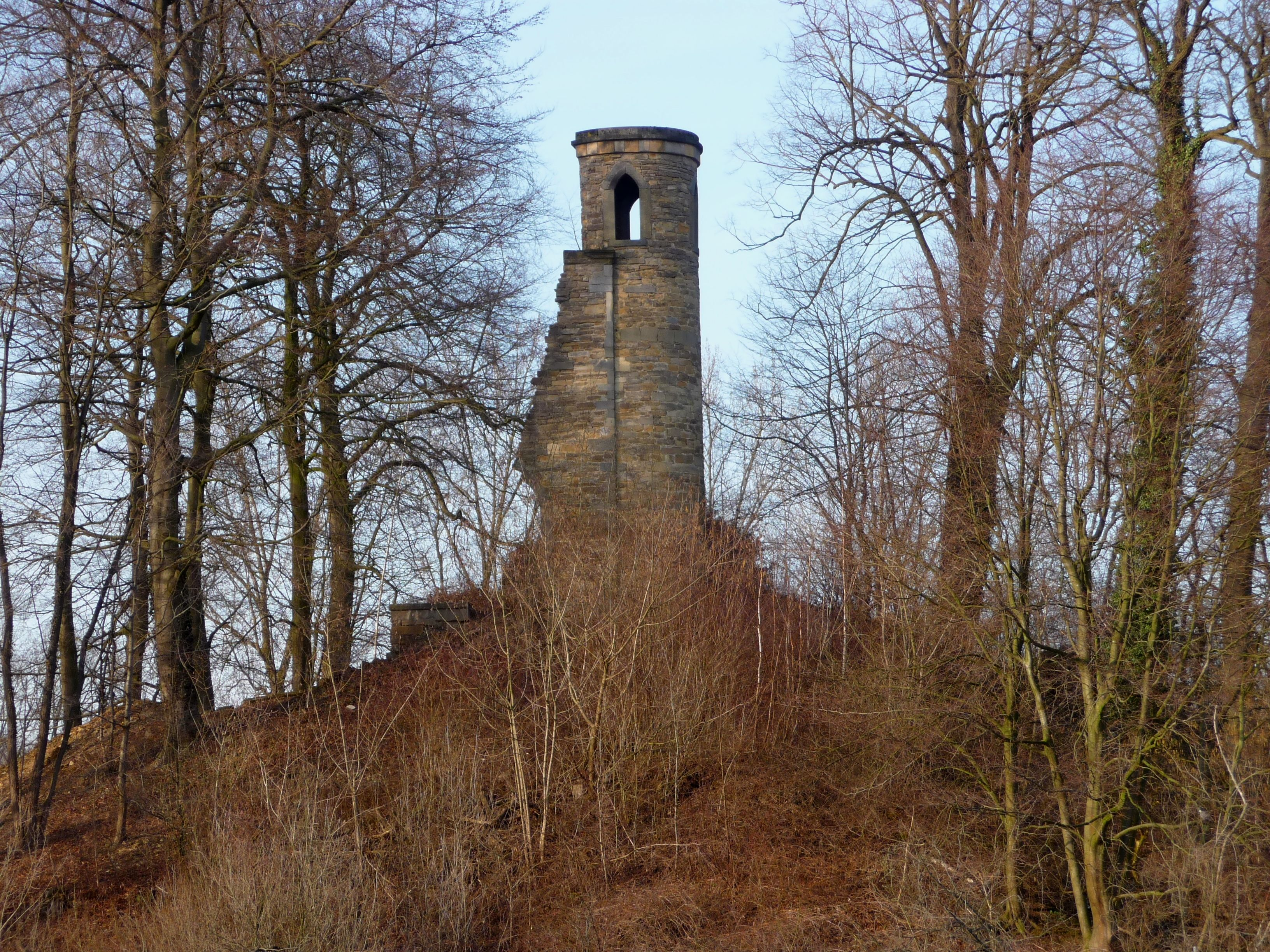
Nahaufnahme der Ruine

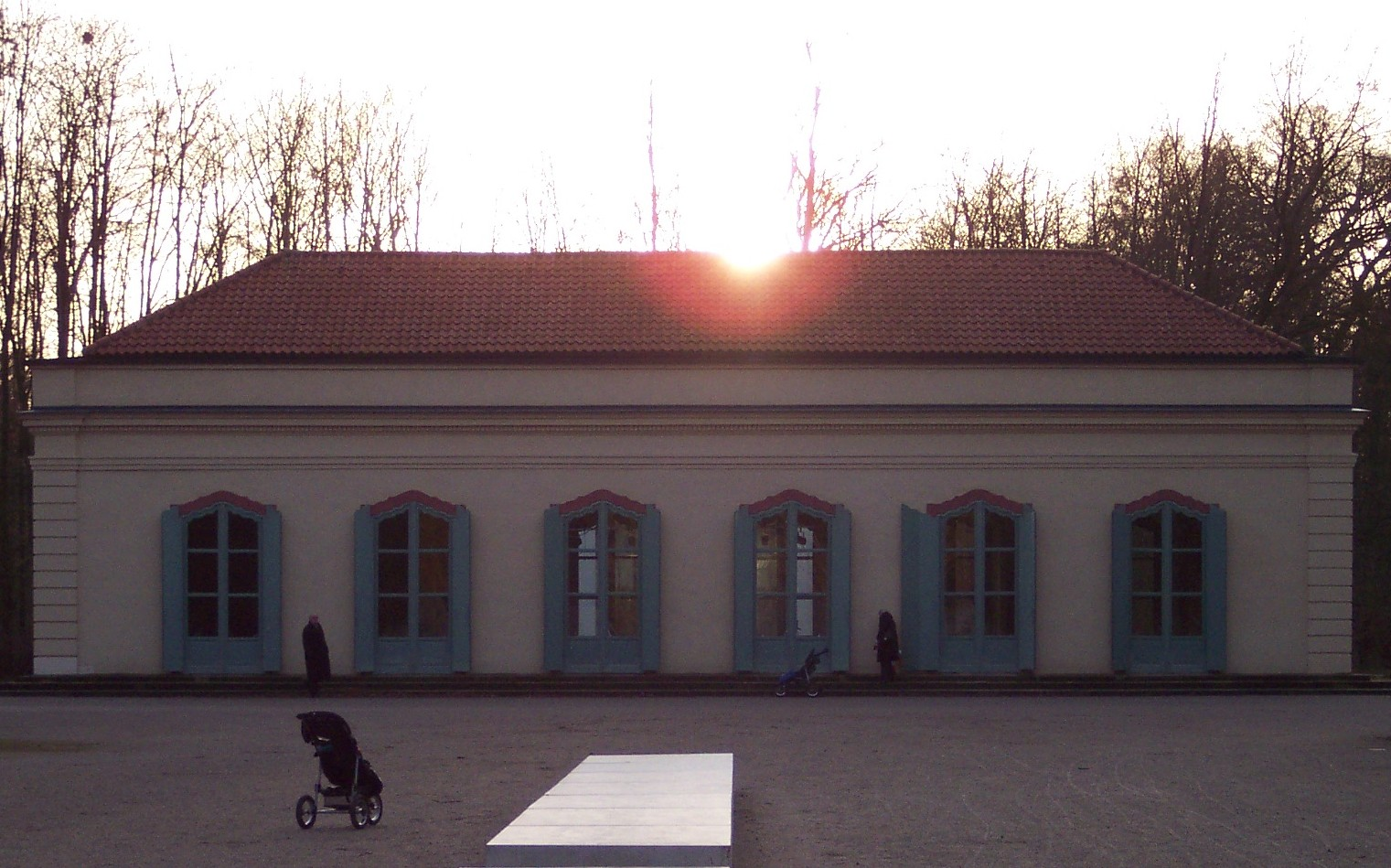
Konzerthalle im Steinfurter Bagno

Das Steinfurter Bagno ist eine Parkanlage bei Burgsteinfurt in Nordrhein-Westfalen. Sie ist Teil des Naturschutzgebietes Am Bagno – Buchenberg. Besondere Attraktion ist die Konzerthalle im Steinfurter Bagno.

## Geschichte
Vom Grafen Karl Paul Ernst von Bentheim-Steinfurt 1765 gegründet, entstammte der Park dem Wunsch, vor dem Schloss Burgsteinfurt im noch unberührten Teil des Sundern einen Sommersitz für die gräfliche Familie zu schaffen. Anfangs als rein Französischer Garten ausgeführt, der sich durch Geradlinigkeit und geometrische Formen auszeichnete, beschränkte sich der Ausbau des Parks bis zum Jahr 1775 auf den Bereich um die Konzertgalerie. Mit der Übernahme der Grafschaft durch Graf Ludwig wurde das Gelände ab 1780 zu einer Art Vergnügungspark ausgebaut. Das erste von ihm errichtete Gebäude war ein Badehaus („Il Bagno“), was dem Park seinen Namen gab. Danach kamen die Anlage des Griechenland, des Ägypten und der Ausbau des Sees; zugleich wurden orientalische und fernöstliche Elemente in die Gestaltung der Anlagen mit aufgenommen. 1787 verzeichnet der erste Grundrissplan des Bagnos, vom französischen Kupferstecher Georges Louis Le Rouge in Paris herausgebracht, 105 verschiedene Bauwerke, Wasserspiele, Brücken, Spielstätten, Statuen, Inseln, Gärten und Wege, die auf dem relativ kleinen Gelände von 125 Hektar, teilweise eng aneinander gebaut, verteilt waren.
Die zunehmende Kritik an der übermäßigen Zahl der Objekte und der Baustile und die inzwischen in Mode gekommene englische Gartenbaukultur, die die Natur als bestimmendes Element einer Parkanlage sah, führte auch im Bagno zu einer grundlegenden Veränderung. Verschiedene „Attraktionen“, die als unzeitgemäß betrachtet wurden, verschwanden, neue kamen hinzu. Gerade Wege wurden in Schlängelpfade umgewandelt, künstliche, aber wild laufende Wasserkaskaden geschaffen, große Rasenflächen angelegt und fremdländische Bäume angepflanzt.
Das Bagno entwickelte sich zur bedeutendsten Parkanlage Westfalens. Es besaß außergewöhnliche Wasserspiele, eine berühmte Hofkapelle, exotische Gebäude, einen von zahlreichen prunkvollen kleinen Schiffen befahrenen See und einen Landesherrn, der den Park für jedermann geöffnet hatte.
Noch am Anfang des 19. Jahrhunderts wogte das Bagno an den Sonntagen von Besuchern aus nah und fern. Das Jahr 1806 markiert einen Wendepunkt in der Entwicklungsgeschichte des Parkes. Napoleons Vasallen annektierten die Grafschaft Steinfurt und degradierten Graf Ludwig zum Untertanen. Er reiste nach Paris, um bei Napoleon persönlich vorzusprechen und um seine verlorene Stellung zurückzugewinnen. Die Verhandlungen verliefen ergebnislos und führten dazu, dass Graf Ludwig erst 1817 aus Paris nach Burgsteinfurt zurückkehrte, wo er schon im gleichen Jahr starb. Sein Sohn Alexis, der die Grafschaft schon ab 1806 übernommen hatte, erhielt die Anlagen des Bagnos notdürftig, musste aber wegen der hohen Renovierungs- und Unterhaltungskosten die Mehrzahl der Gebäude abreißen lassen. 1828 waren von den ursprünglich 39 Bauwerken nur noch 16 erhalten, von denen heute noch drei, teilweise im Originalzustand erhalten, vorhanden sind.
Im Rahmen der Regionale 2004 wurde der Bagnopark für 4,1 Millionen Euro mit Landesmitteln neu gestaltet. Insbesondere die 1774 fertiggestellte Konzertgalerie wurde zu einer Attraktion. Seit 2006 ist der Bagnopark Mitglied im European Garden Heritage Network (EGHN).

## Bentheim-Steinfurt’scher Familienfriedhof

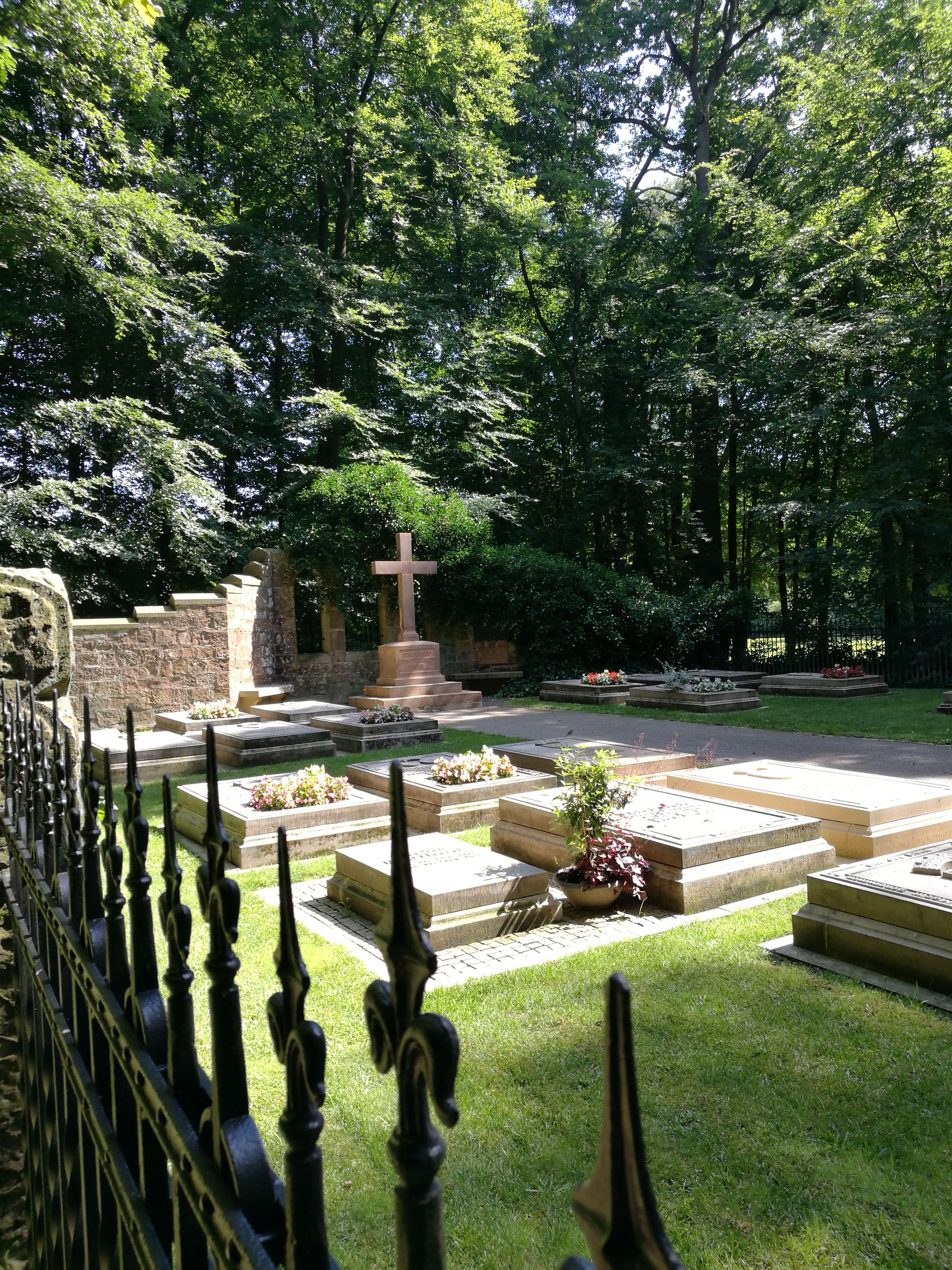
Bentheim-Steinfurt’scher Familienfriedhof

Auf dem Gelände des Parks befindet sich der von einem hohen schmiedeeisernen Gitter umgebene Familienfriedhof des Fürstenhauses Bentheim-Steinfurt, auf dem seit 1905 Beisetzungen stattfinden. Bis heute wurden auf dem Areal insgesamt 27 Personen bestattet, zuletzt die Prinzen Reinhard (1934–2021) und Oskar (1946–2021) sowie Christian Fürst zu Bentheim und Steinfurt (1923–2023).